# Саргассово море
Сарга́ссово мо́ре — район антициклонического круговорота вод в Атлантическом океане, ограниченный течениями: на западе — Гольфстримом, на севере — Северо-Атлантическим, на востоке — Канарским, на юге — Северным Пассатным.

## География

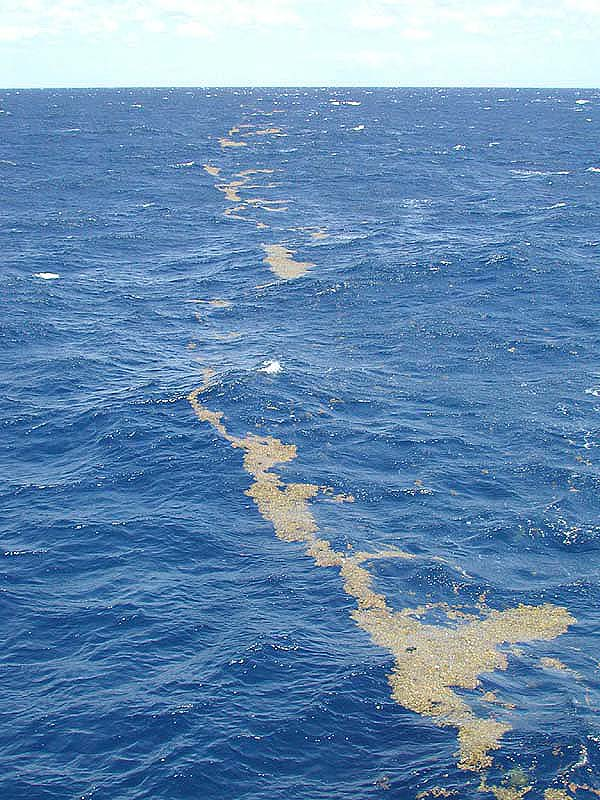
Водоросли саргасса в Саргассовом море

Расположено между 23—35° с. ш. и 30—68° з. д. Площадь района 6—7 млн км² (зависит от положения течений). Находится на значительном расстоянии от берегов. В северо-западной части — вулканические Бермудские Острова. Температура воды на поверхности 18—23 °C зимой, 26—28 °C летом. Солёность 36,5—37 ‰. Большая часть дна расположена в Северо-Американской котловине с глубинами более 6000 метров; максимальная глубина — 6995 м.
Большие скопления плавучей бурой водоросли — саргасса, в пределах моря её запас оценивается в 4—11 млн тонн. Их обилие связано с наличием в Саргассовом море зоны схождения поверхностных течений. Обитают многочисленные и разнообразные животные, частью свободноплавающие (макрелевые, летучие рыбы, морская игла, крабы, морские черепахи и др.), частью прикреплённые к водорослям (актинии, мшанки и др.).
В Саргассовом море нерестится европейский угорь, который проплывает для этого восемь тысяч километров через Атлантический океан. После этого угорь погибает, а появившиеся личинки доплывают до Европы, подхваченные тёплыми водами течения Гольфстрим.
Дно покрыто красной глиной и илами. Из-за специфической циркуляции воды морская гладь выше уровня океана практически на 1 метр. Считается единственным в мире морем, не имеющим твёрдых берегов, а ограниченным только течениями. Первыми европейцами, увидевшими Саргассово море, были моряки Христофора Колумба.
В Саргассовом море находится большое количество пластмассового мусора, состоящего из частиц размером до 0,5 см.

## В культуре
В Саргассовом море происходит действие произведения Александра Беляева «Остров погибших кораблей» (1926 год).